# Mori Keisuke
Keisuke Mori (sinh ngày 17 tháng 4 năm 1980) là một cầu thủ bóng đá người Nhật Bản.

## Sự nghiệp câu lạc bộ
Keisuke Mori đã từng chơi cho Sagan Tosu, ALO's Hokuriku và Mito HollyHock.